# قمع بوخنر
قمع بوشنر أو قمع بوخنر هو أحد الأدوات المعملية المستخدمة في الترشيح بالشفط. من المعتاد أن يصنع من البورسلين ولكن متوفر من الزجاج واللدائن. توجد على رأس القمع اسطوانة بها لوحة مثقوبة تفصلها عن القمع. ويوجد نوع قمع آخر له نفس التركيب ولكن يستخدم لكميات قليلة يسمى قمع هيرش. الفرق الرئيسي بينهما هو أن حجم اللوحة أقل من ذلك بكثير، في حين أن الجدران من الخارج مائلة بزاوية بدلا من الزاوية العامودية.
توضع ورقة الترشيح المبللة بالمذيب على اللوحة وذلك لتقليل الفاقد، توضع المادة المراد ترشيحها في الاسطوانة وتمر عن طريق ثقب اللوحة إلى الدورق المخروصي عن طريق الشفط.
والميزة الرئيسية في استخدام هذا النوع من الترشيح هي أن عملية الترشيح تكون أسرع (وعادة أكبر في الحجم) من الطرق العادية التي تعتمد على الجاذبية. ومن الضروري أن كمية المذيبات المستخدمة تقتصر على ما هو أقل من الفائض من حجم القارورة، وإلا فإن المذيبات ستشفط في معدات الشفط.
تستخدم في معامل الكيمياء العضوية للمساعدة في جمع معاد بلورة المركبات. وتسمح عملية الشفط هذه في تجفيف معاد البلورة المبللة ليجف الكريستال النقي ويترك ما تبقى من المذيب، بيد أنه في أغلب الحالات يتطلب المزيد من التجفيف إما عن طريق فرن أو المزيد من الوسائل لتخلص مما تبقي من المذيبات.
سميت على اسم العالم الحائز على جائزة نوبل إرنست بوشنر.